# Arteră carotidă comună
Arterele carotide comune stângă și dreaptă (carotidele) engleză pronunție: /kəˈrɒtɪd/   ) sunt arterele care alimenteaza capul și gâtul cu sânge oxigenat; se împart la nivelul gâtului formând arterele carotide externe și interne.  

## Anatomie
Arterele carotide comune sunt prezente pe părțile stângă și dreaptă ale corpului. Aceste artere provin din artere diferite, dar urmează cursuri simetrice. Artera carotidă comună dreaptă își are originea în gât din trunchiul brahiocefalic, iar cea stângă din arcul aortic din torace. Acestea se împart în arterele carotide externe și interne la marginea superioară a cartilajului tiroidian, la nivelul celei de-a patra vertebre cervicale.
Artera carotidă comună stângă poate fi considerată ca având două părți: o parte toracică și o parte cervicală (gât). Artera carotidă comună dreaptă își are originea în sau aproape de gât și conține doar o mică porțiune toracică. Există studii în literatura de bioinginerie care au analizat caracterizarea structurii geometrice a arterei carotide comune atât din punct de vedere calitativ, cât și din punct de vedere matematic (cantitativ). 
Diametrele medii ale carotidelor comune la bărbații și femelele adulte sunt de 6,5 mm și 6.1 mm respectiv. 

### La nivelul toracelui
Doar artera carotidă comună stângă are o prezență substanțială în torace. Acesta provine direct din arcul aortic și are traseul în sus prin mediastinul superior până la nivelul articulației sternoclaviculare stângi.
Pe parcursul părții toracice a cursului său, artera carotidă comună stângă este legată de următoarele structuri: în față, aceasta este separată de manubriulsternului de mușchiul sternohioid și mușchiul sternothiroid, porțiunile anterioare stângi ale pleurei și plămânilor, vena brahiocefalică stângă și resturile timusului; în spate, se află pe trahee, esofag, nervul laringian recurent stâng și canalul toracic.
În partea dreaptă, dedesubt, se află trunchiul brahiocefalic, iar deasupra, traheea, venele tiroidiene inferioare și rămășițele timusului; în partea stângă sunt nervul vag stâng și nervii frenici, pleura stângă și plămânul. Artera subclaviculară stângă este posterioară și ușor laterală față de aceasta.

### La nivelul gâtului

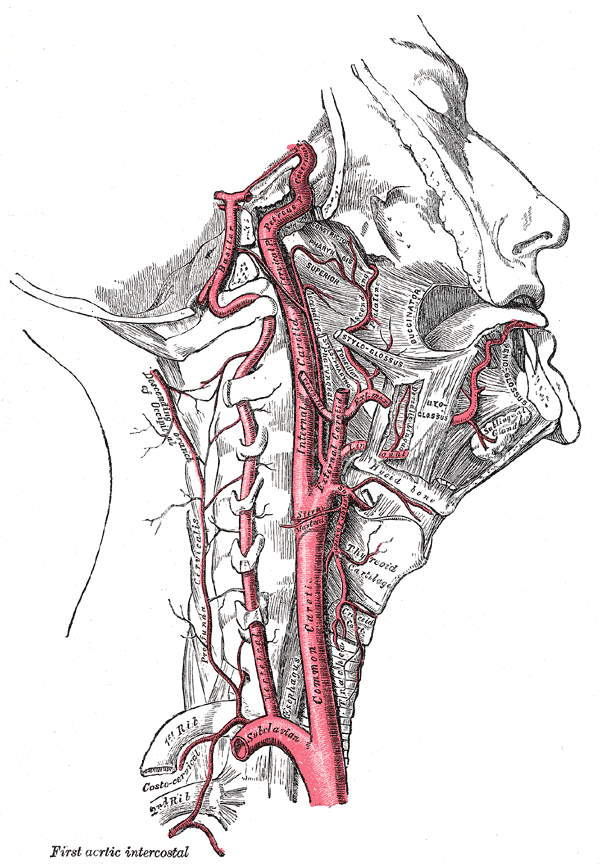
Arterele gâtului. Artera carotidă comună dreaptă - marcată Carotidă comună în figură - se împarte în artera carotidă internă dreaptă și artera carotidă externă.

Porțiunile cervicale ale carotidelor comune seamănă atât de mult, încât o descriere se va aplica ambelor.
Fiecare vas trece oblic în sus, din spatele articulației sternoclaviculare până la nivelul marginii superioare a cartilajului tiroidian, unde se împarte.
La nivelul gâtului inferior cele două artere carotide comune sunt separate între ele printr-un interval foarte îngust care conține traheea; dar în partea superioară, glanda tiroidă, laringele și faringele separă cele două artere.
Artera carotidă comună este cuprinsă într-o teacă cunoscută sub numele de teacă carotidă, care este derivată din fascia cervicală profundă și cuprinde și vena jugulară internă și nervul vag, vena fiind  situată lateral de arteră și nervul între arteră și venă, pe un plan posterior ambelor. La deschiderea învelișului, fiecare dintre aceste trei structuri are o acoperire fibroasă separată.
La nivelul celei de-a patra vertebre cervicale, artera carotidă comună se desparte („se bifurcă ” în literatură) într-o arteră carotidă internă  și o arteră carotidă externă. În timp ce ambele ramuri au traseul în sus, artera carotidă internă ia o cale mai profundă (mai internă), călătorind în cele din urmă în craniu pentru a alimenta creierul. Artera carotidă externă are traseul mai aproape de suprafață și trimite numeroase ramuri care alimentează gâtul și fața.

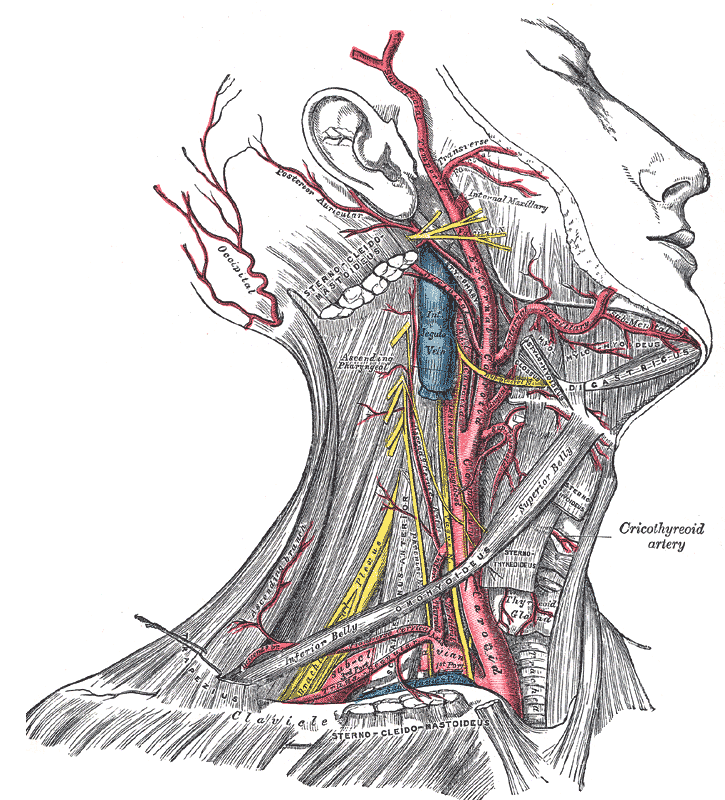
Disecție superficială a părții drepte a gâtului, arătând arterele carotide și subclaviene

La partea de jos a gâtului artera carotidă comună este foarte profund așezată, fiind acoperită de tegument, fascia superficială, mușchiul platysma, fascia cervicală profundă, mușchiul sternocleidomastoidian,  sternohioid, sternotiroid și omohioid; în partea superioară a traseului său este mai superficială, fiind acoperit doar de tegument, fascia superficială, platysma, fascia cervicală profundă și marginea mediană a mușchiul sternocleidomastoidian. 
Când mușchiul sternocleidomastoidian este tras înapoi, artera este văzută ca fiind conținută într-un spațiu triunghiular cunoscut sub numele de triunghi carotidian. Acest spațiu este delimitat în spate de sternocleidomastoidian, deasupra de stilohioid și partea posterioară a mușchiului digastric și dedesubt de partea superioară a omohioidului.
Această parte a arterei este traversată oblic, de la partea sa medială la partea laterală, de ramura sternocleidomastoidiană a arterei tiroide superioare; este traversat și de venele tiroidiene superioare și medii (care se termină în vena jugulară internă); coborând în fața învelișului său este ramura descendentă a nervului hipoglos, acest filament fiind unit de una sau două ramuri de la nervii cervicali, care traversează vasul oblic.
Uneori ramura descendentă a nervului hipoglos este conținută în teacă.
Vena tiroidiană superioară traversează artera în apropierea terminării acesteia, iar vena tiroidiană mijlocie puțin sub nivelul cartilajului cricoid; vena jugulară anterioară traversează artera chiar deasupra claviculei, dar este separată de aceasta prin mușchiul sternohoid și mușchiul sternothiroid.
În spate, artera este separată de procesele transversale ale vertebrelor cervicale de către mușchii longus colli și longus capitis , trunchiul simpatic fiind interpus între aceasta și mușchi. Artera tiroidiană inferioară traversează în spatele părții inferioare a vasului.
Medial, este în relație cu esofagul, traheea și glanda tiroidă (care se suprapune), artera tiroidiană inferioară și nervul laringian recurent fiind interpuse; mai sus, cu laringele și faringele. Lateral al arterei, în interiorul tecii carotide cu carotida comună, se află vena jugulară internă și nervul vag .
În partea inferioară a gâtului, pe partea dreaptă a corpului, nervul laringian recurent drept traversează oblic în spatele arterei; vena jugulară internă dreaptă divergă de arteră. Pe partea stângă, totuși, vena jugulară internă stângă se apropie și se suprapune adesea cu partea inferioară a arterei.
În spatele unghiului de bifurcație al arterei carotide comune se află un corp oval maroniu-roșcat cunoscut sub numele de corp carotid . Are o structură similară corpului coccigian care este situat pe artera sacrală mediană .
Relațiile regiunii cervicale a arterei carotide comune pot fi discutate în două puncte:
- Relațiile interne ale organelor prezente în interiorul tecii carotide
- două relații externe ale tecii carotide

## Circulația colaterală
Comunicările principale în afara craniului au loc între arterele tiroidiene superioare și inferioare, și artera cervicală profundă și ramura descendentă a arterei occipitale ; artera vertebrală ia locul arterei carotide interne din craniu.

## Variație

### Origine
Carotida comună dreaptă poate crește deasupra nivelului marginii superioare a articulației sternoclaviculare ; această variație apare în aproximativ 12 la sută din cazuri.
În alte cazuri, artera din partea dreaptă poate apărea ca o ramură separată de arcada aortei sau în combinație cu carotida stângă.
Carotida comună stângă variază la origine mai mult decât dreapta.
În majoritatea cazurilor anormale apare cu trunchiul brahiocefalic ; dacă artera respectivă este absentă, cele două carotide apar de obicei de un singur trunchi.
Rareori se unește cu artera subclaviană stângă, cu excepția cazurilor de transpunere a arcului aortic .

### Punctul de divizare
În majoritatea cazurilor anormale, bifurcația are loc mai sus decât de obicei, artera divizându-se opus sau chiar deasupra osului hioid ; mai rar, apare mai jos, opus mijlocului laringelui, sau marginea inferioară a cartilajului cricoid . În cel puțin un caz raportat, artera a fost de doar 4 cm lungime și împărțit la rădăcina gâtului.
Foarte rar, artera carotidă comună urcă în gât fără nicio subdiviziune, fie carotida externă, fie cea internă fiind absentă; și, în câteva cazuri, carotida comună a fost în sine absentă, carotidele externe și interne provenind direct din arcul aortei.
Această particularitate a existat pe ambele părți, în unele cazuri, pe de o parte, în altele.

### Ramuri ocazionale
Carotida obișnuită nu emite, de obicei, nicio ramură anterioară bifurcației sale, dar ocazional dă origine arterei tiroide superioare sau ramurii sale laringiene, arterei faringiene ascendente, arterei tiroide inferioare sau, mai rar, arterelor vertebrale .

## Semnificația clinică
Artera carotidă obișnuită este adesea utilizată la măsurarea pulsului  în special la pacienții aflați în șoc și cărora le lipsește un puls detectabil în arterele mai periferice ale corpului. Pulsul este preluat prin palparea arterei chiar adânci până la marginea anterioară a mușchiului sternocleidomastoidian la nivelul marginii superioare a cartilajului tiroidian.
Prezența unui puls carotidian a fost estimat pentru a indica o sistolică a tensiunii arteriale mai mare de 40 mmHg, așa cum dată de percentila 50%. 
Carotidinia este un sindrom marcat de durerea arterei carotide în apropierea bifurcației.
Stenoza carotidă poate apărea la pacienții cu ateroscleroză .
Grosimea intima-media a peretelui arterei carotide este un marker al aterosclerozei subclinice, crește odată cu vârsta și cu expunerea pe termen lung la poluarea aerului cu particule . 

## Galerie

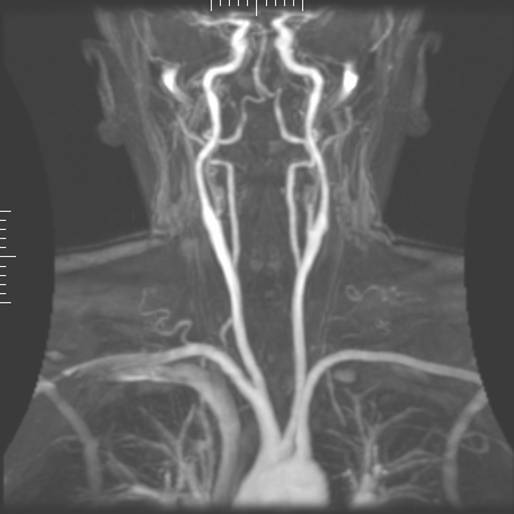
Angiografie prin rezonanță magnetică
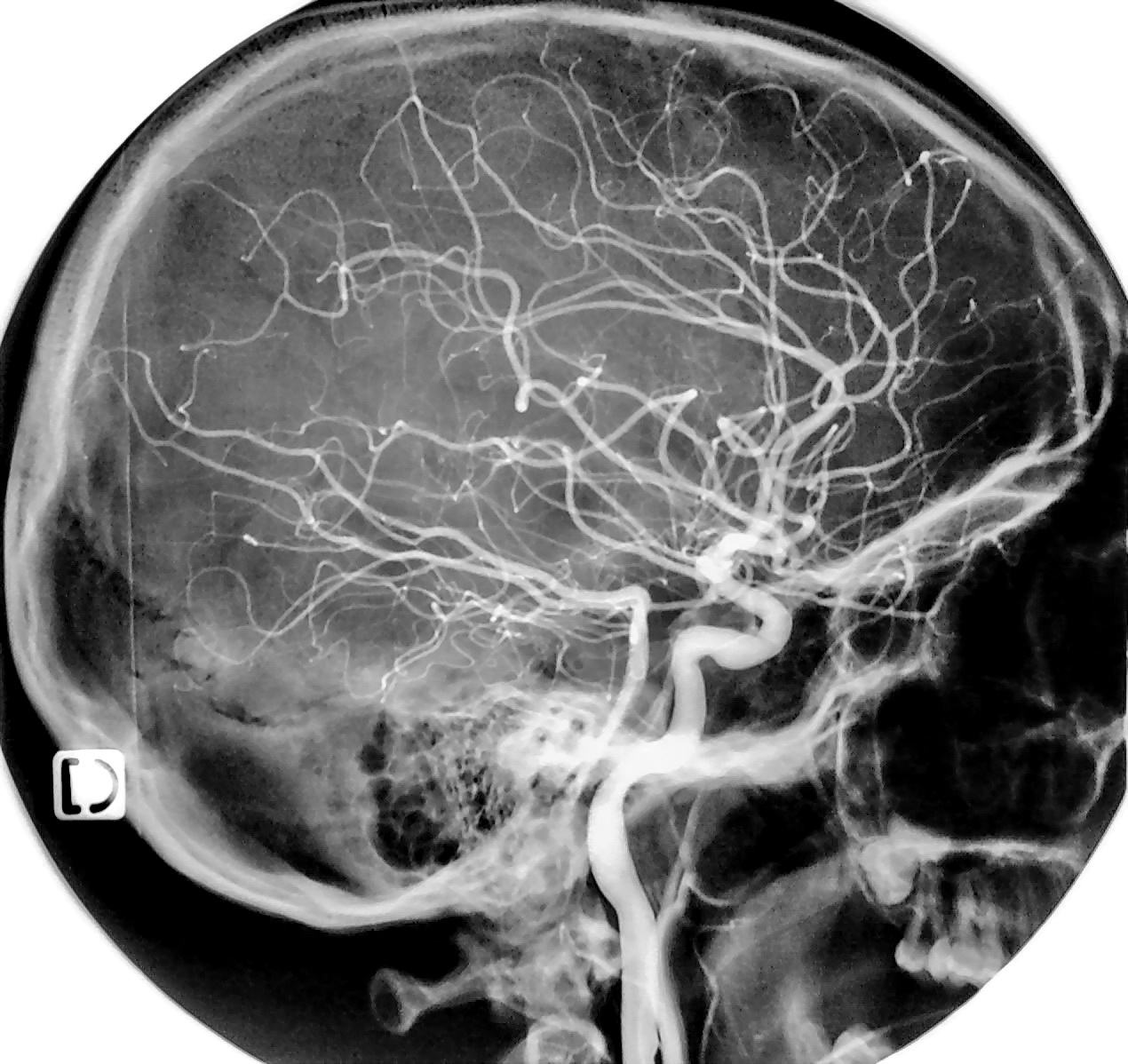
Arteriografie carotidă normală
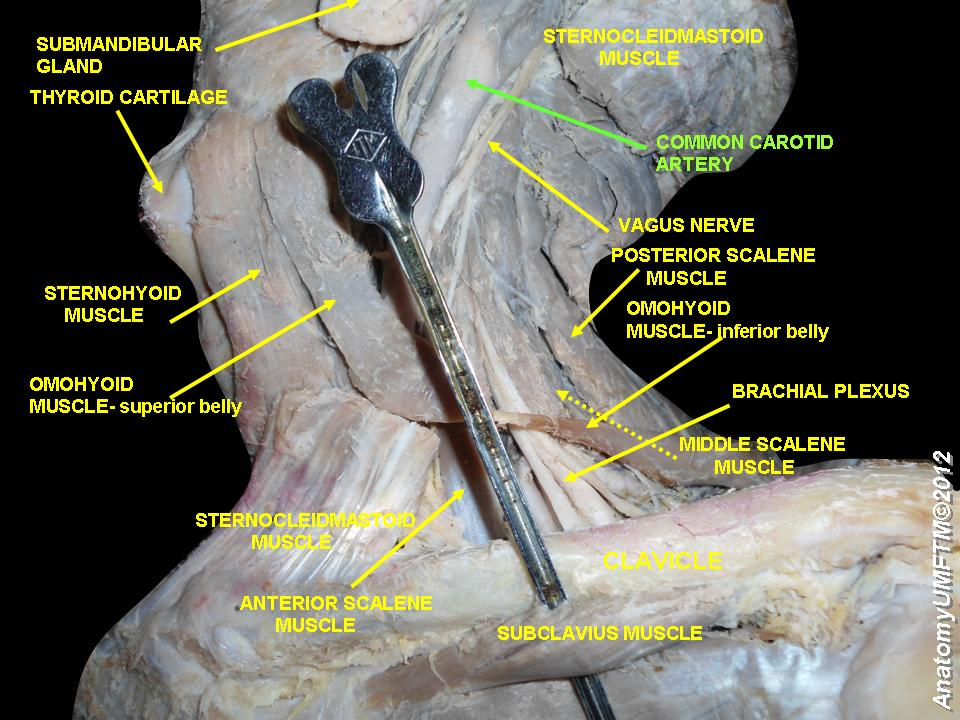
Artera carotidă comună
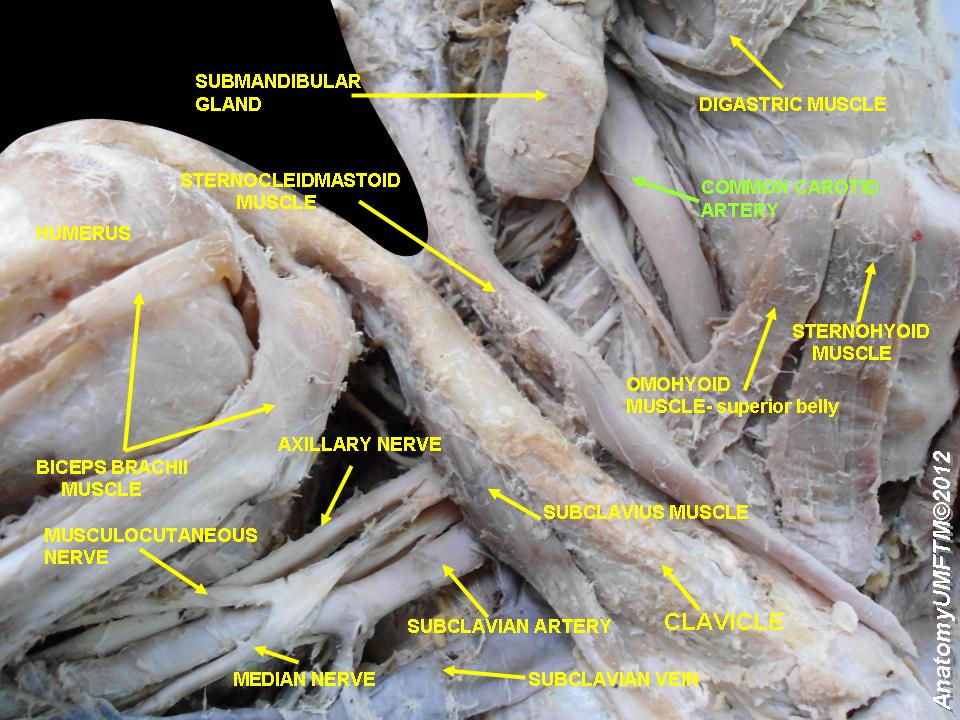
Artera carotidă comună - vedere dreaptă
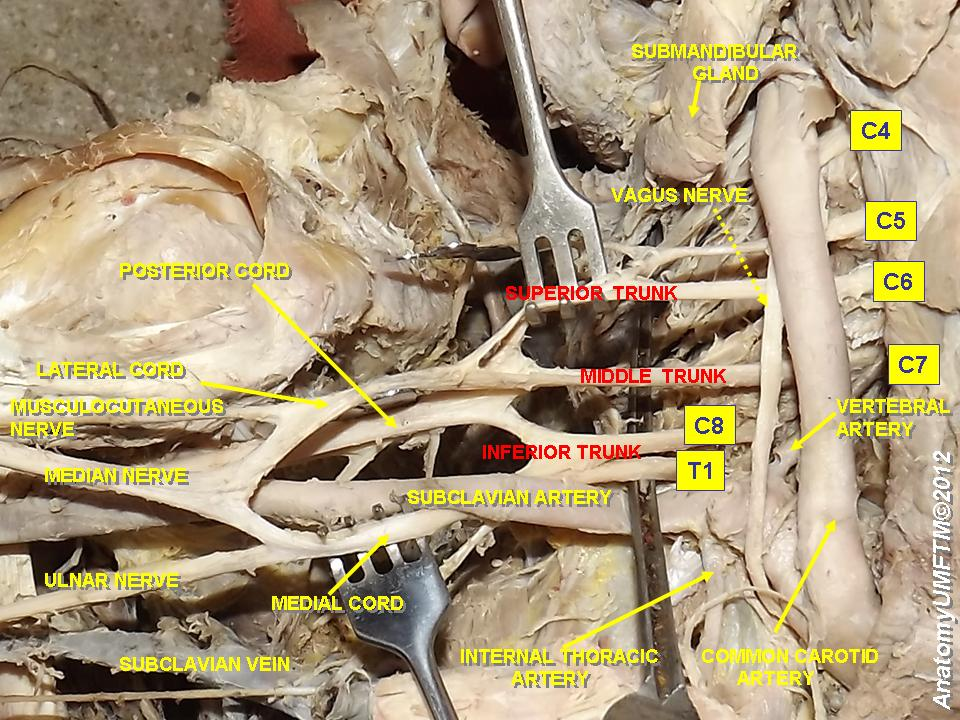
Plexul brahial și artera carotidă comună
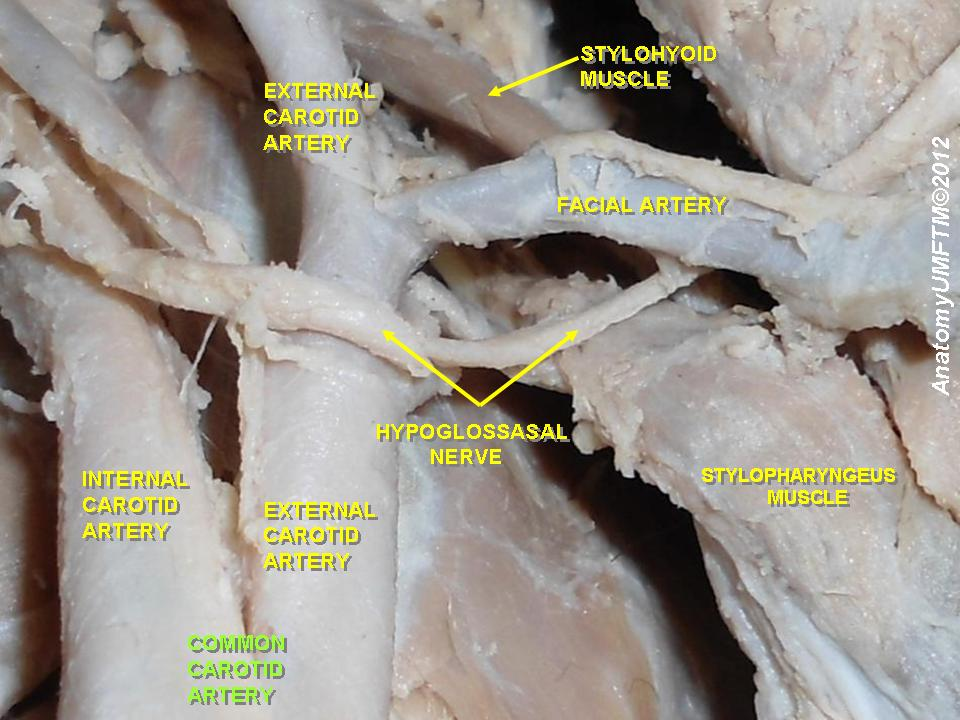
Artera carotidă comună
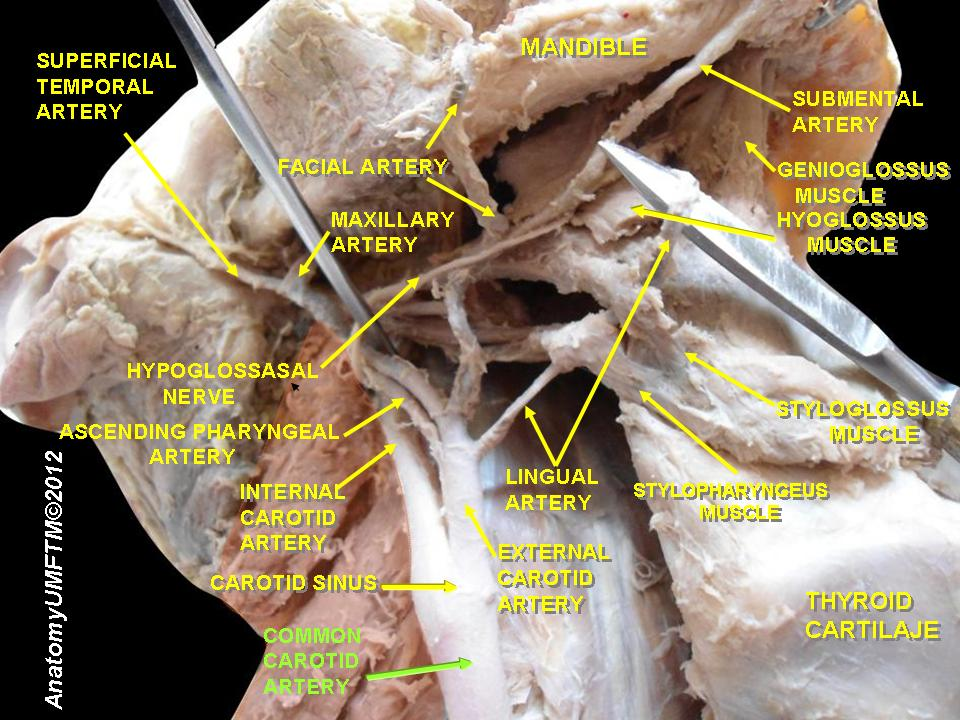
Artera carotidă comună
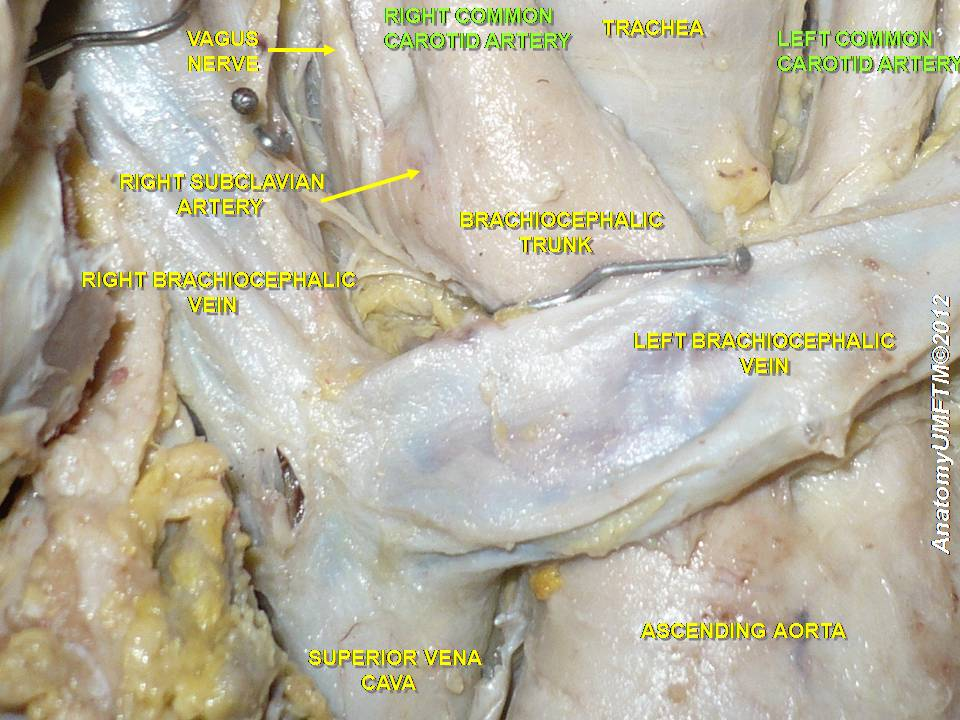
Arterele carotide comune drept și stâng